# 14-я армия (вермахт)
Не следует путать с 14-й немецкой армией в Первой мировой войне
14-я армия (нем. 14. Armee) — оперативное объединение сухопутных войск нацистской Германии. Создана 26 августа 1939 года, расформирована 13 октября 1939 года. Вновь создана 18 ноября 1943 года в Италии.

## Боевой путь армии
В сентябре-октябре 1939 года использовалась в Польской кампании. Затем штаб армии был передан для формирования 12-й армии.
14-я армия была вновь сформирована в ноябре 1943 года, в Италии. Воевала против американо-британских войск. Капитулировала в северной Италии 2 мая 1945 года.

## Состав армии
В сентябре 1939:
- 8-й армейский корпус
- 17-й армейский корпус
- 18-й армейский корпус

В декабре 1943:
- 1-й танковый корпус СС
- 2-й танковый корпус СС
- 51-й горный армейский корпус
- 87-й армейский корпус

В феврале 1944:
- 76-й танковый корпус
- 1-й парашютный корпус

В марте 1945:
- 14-й танковый корпус
- 51-й горный армейский корпус

## Командующие армией
- генерал-полковник Вильгельм Лист, 26 августа — 13 октября 1939
- генерал-полковник Эберхард фон Макензен, 18 ноября 1943 — 2 июня 1944
- генерал танковых войск Йоахим Лемельзен, 2 июня 1944 — 2 мая 1945